# Harvey W. Berger
Pour les articles homonymes, voir Berger (homonymie).
 (août 2025).
Si vous disposez d'ouvrages ou d'articles de référence ou si vous connaissez des sites web de qualité traitant du thème abordé ici, merci de compléter l'article en donnant les références utiles à sa vérifiabilité et en les liant à la section « Notes et références ».
Harvey W. Berger est un monteur américain né le 27 avril 1950 à Jackson Heights (Queens) aux États-Unis.

## Filmographie
- 1952 : Bandstand (série télévisée)
- 1971 : Soul Train (série télévisée)
- 1971 : All in the Family (série télévisée)
- 1972 : The Midnight Special (série télévisée)
- 1973 : Rock Concert (série télévisée)
- 1974 : Land of the Lost (série télévisée)
- 1975 : The Girl Who Couldn't Lose (TV)
- 1975 : Au fil des jours ("One Day at a Time") (série télévisée)
- 1976 : Donny and Marie (série télévisée)
- 1976 : The Gong Show (série télévisée)
- 1976 : Alice (série télévisée)
- 1978 : Superstunt (TV)
- 1978 : Cher... Special (TV)
- 1978 : The Bay City Rollers Show (série télévisée)
- 1979 : Legends of the Superheroes[1] (TV)
- 1980 : Monte Carlo Show (série télévisée)
- 1980 : Pink Lady (série télévisée)
- 1980 : That's Incredible! (série télévisée)
- 1981 : The Krypton Factor (série télévisée)
- 1981 : The American Film Institute Salute to Fred Astaire (TV)
- 1981 : Entertainment Tonight (série télévisée)
- 1982 : 9 to 5 (série télévisée)
- 1984 : Double Trouble (série télévisée)
- 1987 : She's the Sheriff (série télévisée)
- 1989 : Anything But Love (série télévisée)
- 1994 : Girls' Night Out (TV)
- 1996 : Access Hollywood (série télévisée)